# Danemark aux Jeux olympiques d'hiver de 1964
Le Danemark participe aux Jeux olympiques d'hiver de 1964, organisés à Innsbruck en Autriche. Ce pays prend part aux Jeux olympiques d'hiver pour la quatrième fois de son histoire. La délégation danoise, formée de deux hommes, ne remporte pas de médaille.

## Résultats

### Patinage de vitesse
| Épreuve              | Athlète     | Course        | Course |
| Épreuve              | Athlète     | Temps         | Rang   |
| -------------------- | ----------- | ------------- | ------ |
| 1 500 mètres hommes  | Kurt Stille | 2 min 17 s 4  | 30     |
| 5 000 mètres hommes  | Kurt Stille | 7 min 56 s 1  | 12     |
| 10 000 mètres hommes | Kurt Stille | 16 min 38 s 3 | 9      |

### Ski de fond
| Épreuve              | Athlète       | Course            | Course |
| Épreuve              | Athlète       | Temps             | Rang   |
| -------------------- | ------------- | ----------------- | ------ |
| 15 kilomètres hommes | Svend Carlsen | 1 h 00 min 20 s 7 | 57     |
| 30 kilomètres hommes | Svend Carlsen | 1 h 46 min 35 s 9 | 53     |